# جيكاله أوغلى يوسف سنان باشا
چيكاله زاده يوسف سنان باشا (بالتركية: Cığalazade Yusuf Sinan Paşa)‏ أو چيكاله أوغلو يوسف سنان باشا (بالتركية: Cağaloğlu Yusuf Sinan Paşa)‏ (ميسينا، 1545م-1552م – ديار بكر، 1605م) كان الصدر الأعظم للدولة العثمانية لمدة أربعين يومًا خلال عهد السلطان محمد الثالث في الفترة ما بين 17 أكتوبر 1596م حتى 5 ديسمبر 1596م. شغل منصب قبطان باشا البحرية العثمانية. تُوفي في ديسمبر 1605م بمدينة ديار بكر بتركيا الحالية.
أحد أكفأ رجال الدولة في العصر الكلاسيكي العثماني، إذ ساهم في توسع الدولة شرقًا على حساب الدولة الصفوية ودافع بنجاح عن الأراضي العثمانية في المجر ضد غزو آل هابسبورغ. ومع ذلك، استقال من منصب الصدارة العظمى بعد أكثر من شهر بقليل بسبب تعقيدات البلاط العثماني.

## لقبه
هو رجل دولة عثماني من أصل إيطالي، لقبه معناه "ابن چيكالا" ويُنطق "تشيكالا".
ينتمي إلى عائلة تشيكالا النبيلة العريقة، والمعروفة بـ Çigä باللهجة الجنوية. يُعرف في المصادر العثمانية باسم جغالازاده يوسف سنان باشا أو جاغال أوغلو يوسف سنان قبودان باشا.

## أنظر أيضا
- قائمة قباطين البحر العثمانيين.